# Queixans
Queixans es una localidad española del municipio de Fontanals de Cerdanya, perteneciente a la provincia de Gerona, en la comunidad autónoma de Cataluña.

## Toponimia
El nombre del lugar puede encontrarse referido con las grafías Caixans, Queijans y Queixans.

## Historia
Hacia mediados del siglo XIX, el lugar, por entonces con ayuntamiento propio, tenía contabilizada una población de 189 habitantes. Aparece descrito en el quinto volumen del Diccionario geográfico-estadístico-histórico de España y sus posesiones de Ultramar de Pascual Madoz de la siguiente manera:

CAIXANS ó QUEIJANS: l. con ayunt. en la prov. de Gerona (20 leg.), part. jud. de Ribas (5 1/2), aud. terr., c. g. de Barcelona (24), dióc. de Seo de Urgel (7 1/2), sit. al pie de una montaña; con buena ventilacion, y clima frio, pero sano. Tiene 50 casas, y una igl. parr. (Santos Cosme y Damian) servida por un cura. El térm. confina N. Puigcerdá (1/2 leg.); E. Piareras (1/4); S. el monte de Saltegat (2 1/2) y O. Urtg y Talltorta (1/2), en él se encuentran 12 casas llamadas del Torrente, y otra nombrada Manso de Mun, 3/4 de leg. dist. de la pobl., colocada al pié de una peña rodeada de prados y arboledas. El terreno es de inferior calidad, y montañoso; le fertiliza el r. Segre sobre el cual hay un puente de madera. Los caminos son locales de rueda y de herradura. El correo se recibe de Puigcerdá. prod.: centeno, cebada, avena, patatas, habas, guisantes, hortalizas y toda clase de frutas; cria ganados de todas especies; con preferencia el vacuno y mular; caza de liebres, perdices y anades y pesca de truchas y barbos. pobl.: 38 vec. 189 alm. cap. prod.: 1.106,400 rs. imp. 27,660 rs.
(Madoz, 1846, p. 235)

## Demografía
| Gráfica de evolución demográfica de Queixans entre 1842 y 1960 |
| |
| Población de derecho según los censos de población del INE Población de hecho según los censos de población del INEEntre el censo de 1857 y el anterior, crece el término del municipio porque incorpora a Pareras Entre el censo de 1970 y el anterior, este municipio desaparece porque se agrupa en el municipio Fontanals de Cerdanya |

El municipio de Caixans desapareció en 1969, al fusionarse con el de Urtg para formar el municipio de Fontanals de Cerdanya. En 2022, la entidad singular de población tenía empadronados 198 habitantes y el núcleo de población 181 habitantes.